# Петронин, Софи
Софи Петронин (фр. Sophie Pétronin, известная также, как Марьям Петронин фр. Maryam Pétronin; род. 7 июля 1945, Бордо) — франко-швейцарская гуманитарная работница и диетолог. Она является основателем и директором «Aide à Gao», швейцарской неправительственной организации, которая помогает детям, страдающим от недоедания. В 2016 году во время работы в малийском городе Гао она была похищена «Джамаат Нусрат аль-Ислам валь-Муслимин», официальным крылом Аль-Каиды в Мали. После её исчезновения Министерство общественности и Генеральная дирекция внутренней безопасности начали расследование. Она появлялась в нескольких видеороликах, выпущенных её похитителями, умоляя о помощи своего сына и французское правительство. Вернувшись во Францию из плена, Петронин приняла ислам и взяла имя Марьям (фр. Maryam). В октябре 2020 года она была освобождена из плена вместе с лидером малийской оппозиции Сумайлой Сиссе и двумя гражданами Италии после 1381 дня содержания в заложниках. Петронин сообщила, что Беатрис Штёкли, швейцарская христианская миссионерка, которая находилась в заложниках вместе с ней, была убита ранее в том же 2020 году.

## Ранний период жизни
Петронин родилась 7 июля 1945 года в Бордо, Франция. Она получила образование лаборанта и прошла медицинскую подготовку по специализированным вопросам, включая недоедание и тропическую медицину.

## Карьера
В 2001 году она поселилась в малийском городе Гао, и в 2004 году открыла «Aide à Gao», швейцарскую неправительственную организацию, которая помогает детям, страдающим от недоедания. Она является директором «Aide à Gao». Благодаря своей благотворительной деятельности она основала детский дом. В 2013 году она написала книгу под названием «Le fil de lumière», в которой подробно рассказала о своем опыте работы в Африке.

## Похищение
В 2012 году члены Национального движения за освобождение Азавада атаковали города по всему Мали, включая Гао, после государственного переворота в Мали и восстания туарегов, свергнувших президента Амаду Тумани Туре. Петронин укрылась в алжирском консульстве и сбежала через заднюю дверь, когда повстанцы-туареги захватили алжирских дипломатов. Она покинула страну и вернулась в следующем году.
24 декабря 2016 года во время работы в регионе Гао в Мали Петронин была похищена. Сообщается, что трое вооруженных до зубов мужчин на пикапе забрали ее из приюта, который она основала. Расследование было начато Министерством общественности в Париже и поручено Генеральному директорату внутренней безопасности. Через семь месяцев после её исчезновения, в июле 2017 года, она появилась на видео, опубликованном «Аль-Каидой в странах исламского Магриба» вместе с пятью другими заложниками: сестрой Глорией Сесилией Нарваэс Арготи из Колумбии (которая была освобождена 9 октября 2021 года и встретилась с Папой Франциском), Беатрис Штёкли из Швейцарии, Артуром Кеннетом Эллиоттом из Австралии, Стивеном Макгоуном из ЮАР и Юлианом Гергутом из Румынии. Джамаат Наср аль-Ислам валь Муслимин, джихадистская военизированная группировка и официальное отделение Аль-Каиды в Мали, взяли на себя ответственность за похищение. Петронин появилась во втором видео, выпущенном в марте 2018 года. В третьем видео, выпущенном в июне 2018 года, Петронин напрямую обратилась к своему сыну и французскому правительству. В ноябре 2018 года ее семье было отправлено еще одно видео, в котором она не появлялась напрямую, но была показана её фотография. Сообщалось, что она была в плену недалеко от Тесалита. Её похитители обвинили в «религиозном прозелитизме ».
В ноябре 2018 года её сын Себастьен Шадо-Петронин, отправился в Мали, чтобы попытаться ускорить освобождение своей матери, и призвал президента Франции Эммануэля Макрона договориться о её освобождении. Он выразил обеспокоенность здоровьем своей матери, которая на момент похищения страдала от рака и малярии. В декабре 2018 года Макрон ответил Шадо-Петронину, опубликовав заявление, в котором говорилось: «Государство продолжает действовать неустанно, чтобы найти нашу соотечественницу. Такой подход к делу требует профессионализма и осмотрительности». В своей кампании за освобождение матери Шадо-Петронин пользовался поддержкой своего двоюродного брата Арно Грануйяка и колумбийского политика Ингрид Бетанкур, которая находилась в заложниках в Колумбии с 2002 по 2008 год.

### Принятие ислама
В конце концов её освободили в обмен на 200 малийских заложников. Франция посчитала это выгодной сделкой, но лишь потому, что не знала о положении Петронин, которая тайно приняла мусульманство; её новое имя – Марьям. Новость распространилась по прибытии в парижский аэропорт, и Макрон быстро отменил своё выступление. Впервые в истории Французской Республики президент не произнес речь после такого события. Он ушёл молча, стыдясь спровоцированного им скандала. «Хотя традиционно глава государства выступает после освобождения заложников, Эммануэль Макрон отменил своё выступление перед отъездом из Велизи-Виллакубле». У Софи в Мали осталась приёмная дочь.
К удивлению СМИ, во время интервью Петронин выглядела в полном порядке и в гармонии с собой. Она даже заявила, что вернулась во Францию только для того, чтобы навестить сына, съездить в Швейцарию, а затем вскоре вернётся в Мали, чтобы «проверить, всё ли в порядке». О своих похитителях из «Аль-Каиды» она сказала: «Меня всегда уважали, они обо мне заботились. Когда я болела, они привели ко мне врача. Он приходил ко мне несколько раз».
Петронин наконец удалось вернуться в Мали, хотя и тайно. Она неоднократно пыталась получить визу для возвращения, но французские власти решительно воспротивились этому, чтобы избежать каких-либо споров.

### Освобождение
Петронин была освобождена в октябре 2020 года после 1381 дня плена вместе с лидером малийской оппозиции Сумайлой Сиссе и двумя гражданами Италии, католическим священником по имени отец Пьерлуиджи Маккалли и Николой Кьяккио. Освобождение Петронин было частью обмена с боевой группировкой, в ходе которого Мали освободило более 100 подозреваемых или осужденных джихадистов в рамках переговоров об её освобождении. На момент освобождения она была последней гражданкой Франции, находившейся в заложниках в мире. Президент Мали опубликовал заявление, в котором говорится: «Президент Республики подтверждает освобождение г-на Сумайлы Сиссе и г-жи Софи Петронин. Бывшие заложники направляются в Бамако ». Президент Франции опубликовал заявление, в котором выразил «огромное облегчение» в связи с освобождением Петронин.
Её доставили во французское посольство в Бамако, где она рассказала журналистам, что «превратила заключение в духовное убежище» и «много молилась». Она вернулась во Францию в октябре 2020 года и была встречена на авиабазе Велизи-Виллакубле президентом Макроном. Она рассказала, что одна из её сокамерниц, швейцарская христианская миссионерка Беатрис Штёкли, была убита во время плена. Несмотря на похищение и удержание в заложниках, Петронин заявила, что хочет вернуться в Мали, чтобы продолжить свою благотворительную деятельность после возвращения домой, во Францию и Швейцарию.

## Личная жизнь
У Петронин двойное гражданство: Франции и Швейцарии. Она замужем за Жан-Пьером Шадо, у них двое детей. В октябре 2020 года она рассказала, что во время плена она приняла ислам и взяла имя Марьам, ранее исповедовала христианство. На пресс-конференции она заявила: «Я буду молиться за Мали, молить Аллаха о благословении и милосердии, потому что я мусульманка. Вы говорите Софи, но перед вами Марьям».

## Возвращение в Мали
В 2021 году Петронин вернулась в Мали через Сенегал, не выполнив стандартные формальности, что позволило ей избежать давления со стороны французских властей, пытавшихся помешать ей получить визу. Она прожила в Бамако семь месяцев, прежде чем местные власти начали её поиски. Петронин вернулась в Мали в марте 2021 года к своей приёмной дочери. После того, как Мали отклонила её неоднократные запросы на визу, она отправилась в Сенегал, а затем по суше в Мали. Официальный представитель правительства Габриэль Атталь выразил сожаление по поводу её «безответственности» в возвращении в Мали, учитывая, что французские солдаты погибли в ходе операции по её освобождению от захватчиков заложников в 2020 году. Малийские власти разыскивают её и получили приказ сопроводить её в национальную полицию.